# Twilight Dancers
Twilight Dancers è un film del 2006 diretto da Mel Chionglo.
Si tratta del terzo ed ultimo film della trilogia dei Macho Dancers. I due film precedenti della serie sono Sibak (1994) e Burlesk King (1999).

## Trama
Dwight, Alfred e Bert sono tre ragazzi filippini che, per poter mantenere le loro famiglia, si esibiscono come ballerini e spogliarellisti nei locali gay di Manila. Bert lascia il lavoro di ballerino per diventare la guardia del corpo di Madame Loca, perfida donna d'affari. I tre ragazzi si ritroveranno a dover affrontare, tra le varie cose, vari problemi di cuore.

## Riconoscimenti
- 2007 - FAMAS Awards
  - FAMAS Award al miglior attore non protagonista
- 2007 - FAP Awards
  - Candidato al FAP Award per la miglior fotografia a Nap Jamir
- 2007 - Golden Screen Awards
  - Golden Screen Award per la miglior performance di un'attrice non protagonista
  - Candidato al Golden Screen Award per la miglior performance di un attore non protagonista a Joel Lamangan
- 2007 - Star Awards for Movies
  - Star Award al miglior attore non protagonista dell'anno
  - Candidato al Star Award al miglior attore non protagonista dell'anno a Cherry Pie Picache